# Центр перекладів для органів Європейського Союзу
Центр перекладу для органів Європейського Союзу (CdT) — агентство ЄС, яке базується в місті Люксембург. Його основне завдання полягає в задоволенні різноманітних потреб у багатомовній комунікації агентств ЄС та інших органів ЄС. Крім того, інституції ЄС можуть закликати його брати на себе будь-яку надлишкову роботу, яка в них з'являється.
Центр також сприяє міжінституційній співпраці між різними перекладацькими службами ЄС з метою сприяння використанню термінології ЄС та обміну найкращими практиками й інструментами у мовній галузі. Центр надає послуги 24 офіційними мовами ЄС та різними мовами країн, які не є членами ЄС. Загалом кількість мовних комбінацій перевищує понад 700.

## Місія
Місія Центру є подвійною. По-перше, це надання мовних послуг децентралізованим органам ЄС (переважно агентствам ЄС), а також установам ЄС, коли це необхідно, на підставі угоди про співпрацю, підписаної з кожним клієнтом. По-друге — сприяння міжінституційній співпраці різних перекладацьких служб ЄС з метою раціоналізації робочих методів та узгодженню процедур.

## InterActive Terminology for Europe (IATE)
У рамках своєї другої місії Центр керує IATE, найбільшою у світі термінологічною базою даних, від імені установ ЄС.

## Правове підґрунтя
Положення про створення Центру (Регламент Ради (ЄС) № 2965/94) було прийнято Радою Європейського Союзу в листопаді 1994 р. Його переглядали двічі: вперше у 1995 р. (Регламент Ради (ЄС) № 2610/95), аби поширити діяльність Центру на ті установи та органи, які мають перекладацьку службу, та посилити міжвідомчу співпрацю в галузі перекладу; другий раз у 2003 р. (Регламент Ради (ЄС) № 1645/2003), аби узгодити деякі положення з Положенням Ради про Фінансовий регламент, що застосовується до загального бюджету Європейських Спільнот.

## Управління
Центром керує Правління з представниками держав-членів, його клієнтами та двома представниками Європейської Комісії. Головою Правління є Рітіс Мартіконіс (Rytis Martikonis), Генеральний директор Генерального директорату з перекладу Європейської Комісії.
Юридичним представником Центру є директор Маїр Кіллоран (Máire Killoran), відповідальний за його повсякденне управління та підзвітний Правлінню Центру.

## Мережа агентств ЄС
Центр перекладу є членом мережі агентств ЄС [Архівовано 29 червня 2020 у Wayback Machine.]. Агентства ЄС були створені державами — членами ЄС та установами ЄС для надання послуг громадянам та промисловості, а також виконання конкретних юридичних, технічних та наукових завдань відповідно до законів ЄС.